# Polyura aborica
Polyura aborica är en fjärilsart som beskrevs av Evans 1924. Polyura aborica ingår i släktet Polyura och familjen praktfjärilar. Inga underarter finns listade i Catalogue of Life.